# NGC 4834
NGC 4834 este o liner situată în constelația Câinii de Vânătoare. A fost descoperită în 26 aprilie 1789 de către William Herschel.